# Xã Kaw, Quận Jefferson, Kansas
Xã Kaw (tiếng Anh: Kaw Township) là một xã thuộc quận Jefferson, tiểu bang Kansas, Hoa Kỳ. Năm 2010, dân số của xã này là 1.461 người.